# Sabazius brattstromi
Sabazius brattstromi är en plattmaskart som beskrevs av Ernst Marcus 1954. Sabazius brattstromi ingår i släktet Sabazius och familjen Monocelididae. Inga underarter finns listade i Catalogue of Life.